# Lutzomyia venezuelensis
Lutzomyia venezuelensis är en tvåvingeart som först beskrevs av Floch H., Abonnenc E. 1948.  Lutzomyia venezuelensis ingår i släktet Lutzomyia och familjen fjärilsmyggor. Inga underarter finns listade i Catalogue of Life.